# Mem

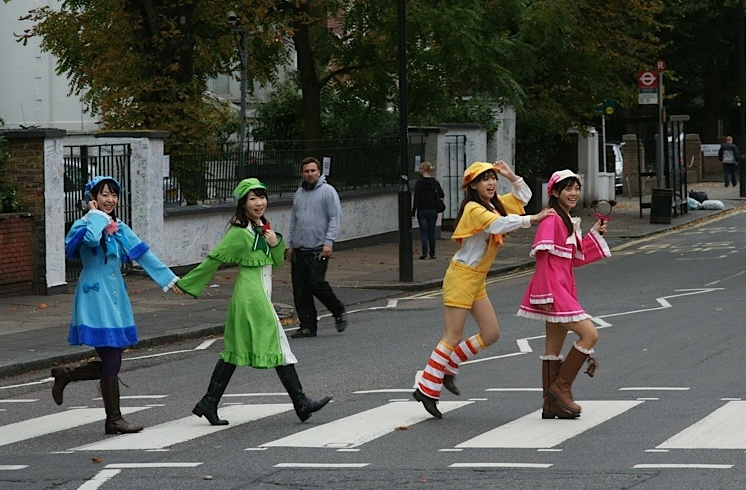
Die vier Schauspielerinnen (Seiyū) des japanischen Manga- bzw. Medien-Franchises Milky Holmes 2010 vor den Abbey Road Studios in London. Sie ahmen die Szene auf dem Beatles-Plattencover zu Abbey Road nach, die seit den 1970ern eine Art Mem bzw. Stereotyp der Popkultur ist.

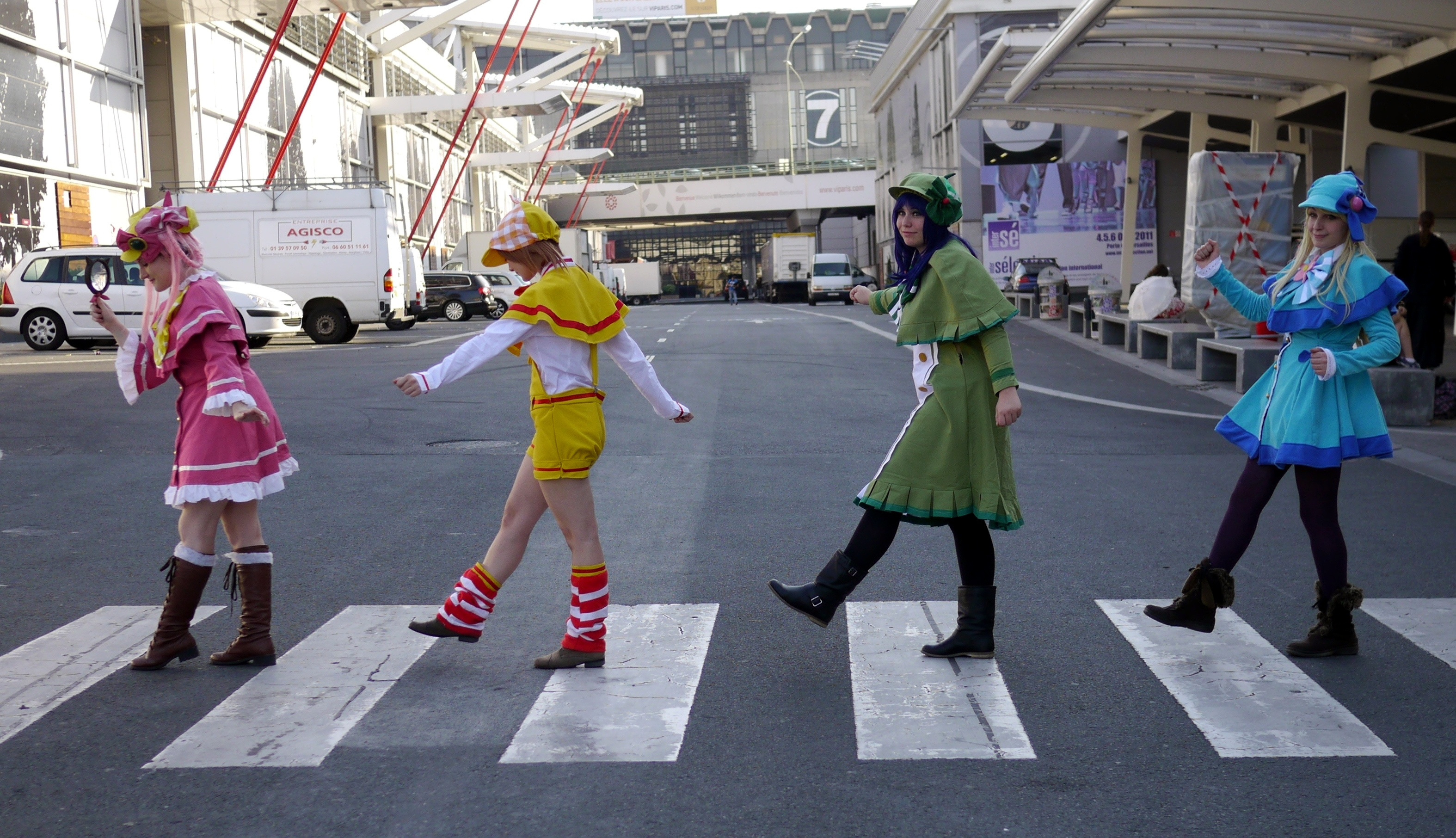
Im Oktober 2011 nahmen Teilnehmerinnen der Veranstaltung Paris Manga 12 Bezug auf die Aktion der vier Japanerinnen und spielten das Mem auf einem Zebrastreifen in Paris nach. Dabei trugen die Cosplayerinnen Kopien der Milky-Holmes-Kostüme.

Das Mem (Neutrum; Plural: Meme, von altgriechisch μίμημα mīmēma, „nachgeahmte Dinge“, zu altgriechisch μιμεῖσθαι mimeisthai, „imitieren“) ist Gegenstand der Memtheorie und bezeichnet dem Urheber der Memtheorie Richard Dawkins zufolge ein im Gehirn gespeichertes, ins Bewusstsein rufbares Informationsmuster, zum Beispiel einen Gedanken, aber nicht bloße Wahrnehmungen oder Gefühle (als Wahrnehmen bzw. Fühlen). Es kann durch Kommunikation weitergegeben und über den Prozess der Imitation internalisiert werden, damit vervielfältigt und so soziokulturell auf ähnliche Weise perpetuiert werden, wie Gene auf biologischem Wege vererbbar sind. Ganz entsprechend unterliegen Meme damit einer soziokulturellen Evolution, die weitgehend mit denselben Theorien beschrieben werden kann.
Analog sind bei der Weitergabe Veränderungen möglich – etwa durch Missverständnis oder unterschiedliche Auffassungen –, wobei (äußere) Umwelteinflüsse die weitere Verbreitung verstärken oder unterdrücken können. Nach Ansicht des Wissenschaftlers Mihály Csíkszentmihályi wird ein Mem kreiert, „wenn das menschliche Nervensystem auf eine Erfahrung reagiert“.
Die Memtheorie wird in verschiedenen Fachwissenschaften (insb. Psychologie, Sozialwissenschaften, Kulturwissenschaften), soweit sie Beachtung findet, einer zum Teil harschen Kritik unterzogen. Einerseits seien die Begriffe (Replikator, Einheit der Selektion usw.) zu unscharf definiert, um überhaupt empirisch bestätigt oder widerlegt werden zu können, andererseits ignoriere die Memtheorie schlicht die Ergebnisse der psychologischen und sozialwissenschaftlichen Forschung. Zur Umstrittenheit der Memtheorie trage darüber hinaus bei, dass der Erkenntnisgewinn der Theorie unklar sei.
Seit der Jahrtausendwende wird der Begriff auch – oftmals in seiner englischen Schreibweise Meme – für Internetphänomene verwendet, die sich in sozialen Medien „viral“ verbreiten.

## Etymologie und Begrifflichkeit

### Mem
Das Wort Mem ist ein Kunstwort. Es ist etymologisch dem englischen Wort gene (Gen) nachempfunden und hat mehrere weitere Bezüge:
- zum griechischen μιμεῖσθαι mimeisthai (nachahmen) und μῖμος mimos (Mime, Schauspieler)
- zum französischen même (gleich)
- zum lateinischen memor (eingedenk, sich erinnernd)
- zum englischen mime (mimen) und memory (Erinnerung, Gedächtnis)

Heinz von Förster führte die Bezeichnung „Mem“ 1948 in seiner Schrift „Das Gedächtnis. Eine quantenphysikalische Untersuchung“ ein. Er fasste darin das „Mem“ als den „Träger der Erinnerungsmerkmale“ auf. In Analogie zu der von Delbrück, Schrödinger u. a. entwickelten Auffassung, das „Gen“ als Träger der Erbmerkmale, als Quantenzustand eines Großmoleküls zu deuten, sah er im „Mem“ einen zu verschiedenen Quantenzuständen fähigen Mikrokomplex.
Die englische Bezeichnung meme wurde 1976 vom Evolutionsbiologen Richard Dawkins vorgestellt; er nannte als Beispiele dazu: „Ideen, Überzeugungen, Verhaltensmuster“. Mit diesem kulturellen Pendant zum biologischen Gen (englisch gene) veranschaulichte er das Prinzip der natürlichen Selektion, deren Grundeinheit Replikatoren von Informationen sind. Die Bezeichnung Mem beschrieb er als selbst gewähltes Kunstwort, das sich auf den griechischen Terminus μίμημα, mimema („etwas Nachgemachtes“), beruft.

### Memetik
Als Memetik wird das daraus abgeleitete Prinzip der Informationsweitergabe bezeichnet. Das Mem findet seinen Niederschlag in der Memvorlage (im Gehirn oder einem anderen Speichermedium) und der Memausführung (zum Beispiel Kommunikation: Eine Partitur (Memotyp) wird verwendet, um Musik reproduzierbar zu machen. Die tatsächlich im Konzertsaal erklingende Musik ist entsprechend der sogenannte Phänotyp). Für die Begriffe Memvorlage und Memausführung werden in Analogie zu dem Begriffspaar Genotyp und Phänotyp aus der Genetik häufig auch die Bezeichnungen Memotyp und Phämotyp verwendet.

### Memplex
Die Vernetzung von einander bedingenden Memen wurde von Dawkins zunächst als „koadaptiver Mem-Komplex“ (coadapted meme complex) bezeichnet, was später zum Kunstwort Memplex zusammengezogen wurde.

## Theoriegeschichte
Dawkins griff nach eigenem Bekunden auf die 1975 geäußerten Thesen des US-amerikanischen Anthropologen F. Ted Cloak Jr. (* 1931) über die Existenz von Corpuscles of Culture, von Kulturkörperchen auf neuronaler Ebene, als Grundlage der kulturellen Evolution zurück. Dawkins unterscheidet nicht, ob eine Information sich auf einem DNS-Abschnitt befindet, als Gedanke im Gehirn abgespeichert, als Satz in einem Buch abgedruckt oder als gesprochenes Wort von Mensch zu Mensch unterwegs ist. Informationen vermehren sich nach Dawkins, egal, ob als Gen durch die Zellteilung und die damit einhergehende Replikation des DNS-Strangs oder mittels Kommunikation beim Mem. Die Übertragung des Mems durch Kommunikation ist dabei nicht als Kopie („Blaupause“) eines Gedankens von Gehirn zu Gehirn zu verstehen, sondern – indem der wesentliche Kern der Botschaft erfasst und weitergegeben wird – eher wie ein „Backrezept“ zur Reproduktion desselben Gedankens. Beschreibungsmodelle von Gedanken-Memen unterliegen damit sehr ähnlichen Gesetzmäßigkeiten wie die der Evolution in der Biologie. Dawkins spricht in diesem Zusammenhang vom „universellen Darwinismus“.
Meme als Replikator der kulturellen Evolution weisen eine begrenzte Analogie zu anderen Replikatoren auf. Neben den Genen werden von Dawkins auch Viren, Computerviren oder Prionen genannt. Im Analogieschluss werden Prozesse der kulturellen Replikation – wie in der Evolutionstheorie – ebenfalls mit Variation und Selektion erklärt. Entsprechend führe die unvollkommene Replikation zu unterschiedlichem Reproduktionserfolg verschiedener Replikatoren. Wie auch bei anderen Replikatoren kommt es zur Bildung von kollektiv-autokatalytischen Verbänden von Memen.
Der Philosoph Daniel Dennett unterstützte das Konzept der Memetik in seinem Werk Darwin’s Dangerous Idea: Evolution and the Meanings of Life. Als unabhängige, aber geistig verwandte Theorie kann die 1970 von Otto Koenig formulierte Kulturethologie bezeichnet werden. Auch sie beschäftigt sich mit der Evolution von Kultur, zieht dafür jedoch nicht das Konstrukt des Mems heran, sondern arbeitet rein deskriptiv.
Von 1997 bis 2005 gab es ein regelmäßig erscheinendes Journal of Memetics. Seit 2009 gibt es die alle drei Monate erscheinende Zeitschrift Memetic Computing.

## Anwendung

### Naturwissenschaften
Durch die Mem-Hypothese lassen sich Teilaspekte der Evolution der Vogeldialekte erklären. So ist nach den Überlegungen des Symbiosismus Sprache analog zu einem ‚biologischen Organismus‘, genauer als ein mutualistischer Symbiont zu verstehen, dessen Träger das menschliche Gehirn ist. Sprache vermittelt Meme, die kleinsten replizierbaren Elemente extra-genetischer Information, und ist daher von großer Bedeutung in der Entwicklungsgeschichte der Menschheit.
Verschiedentlich wird auch versucht, mit Ansätzen der Memetik komplexe soziale Phänomene wie Sprachwandel oder die Ausbreitung verschiedener missionarischer Religionen und Kulte zu erhellen. Außerdem zeigen die Vertreter dieser Hypothese koevolutive Korrespondenzen zwischen genetischer und „memetischer“ Evolution (Hirnentwicklung) auf.

### Religion
Zur Veranschaulichung des Konzepts nennt Dawkins die monotheistische Festlegung auf „einen“ Gott einen erfolgreichen kulturellen Replikator (gemessen z. B. an seiner Verbreitung), während z. B. der Glaube an die Wirkung von Regentänzen sich nicht global durchsetzen konnte, irgendwann sogar einer kulturellen Auslese zum Opfer fiel und nun ein Nischendasein führt. Dabei kann das Mem „nur ein Gott“ als Teil eines außerordentlich großen Verbandes sich gegenseitig stützender Meme gesehen werden und die jeweilige Religion damit als Memplex. Diese Idee wird vom Romanautor Wolfgang Jeschke in seinem 2013 erschienenen Buch Dschiheads aufgegriffen, in dem er von der Zukunft auf die Jetztzeit und ihre religiösen Auseinandersetzungen, insbesondere um den militanten Islamismus, blickt.

### Soziologie
Nach Susan Blackmore ist die Essenz eines jeden Memplexes die, dass sich Meme in ihrem Innern als Teil der Gruppe besser replizieren als auf sich allein gestellt. Als Beispiel für einen Memplex nennt sie den Kettenbrief, der typischerweise folgende Ideen enthält:
- eine beliebige unwahre oder sinnlose Information,
- vermeintliche Indizien für die Seriosität der Informationsquelle,
- die Behauptung, dass die Information für den Empfänger wichtig sei,
- die Behauptung, dass die Information für weitere Personen wichtig sei,
- die Aufforderung, den Brief an diese Personen weiterzusenden.

Für sich alleine hätte jedes dieser Meme relativ schlechte Chancen, sich innerhalb einer Gesellschaft zu verbreiten. Als Gruppe sind sie jedoch häufig geeignet, eine gewisse Anzahl von Personen von der Wichtigkeit ihrer Verbreitung zu überzeugen.

### Schrift und Sprache
Nach Blackmore (1999) stellt die Schrift, in der Kulturgeschichte, einen nützlichen Schritt dar, um die ‚Lebensdauer‘ des gesprochenen Wortes zu erhöhen. Schreiben sei der erste Schritt zur Bildung einer langlebigeren Sprachübermittlung.

## Kritik

### Analogie zum Evolutionsmechanismus
Mit ihrer analogen Anwendung des Evolutionsmechanismus auf geistige und kulturelle Prozesse setzt die Memtheorie voraus, dass Meme in vergleichbarer Weise wie Gene diskrete Einheiten sind, die sich von anderen Memen klar abgrenzen lassen; ansonsten ließe sich die Einheit der Selektion nicht bestimmen. Dies wird aber von Kulturwissenschaftlern und Psychologen bestritten. Weiterhin setzt Dawkins’ Modell kultureller Evolution eine relativ hohe Kopiergenauigkeit voraus, die nur in Ausnahmefällen durch Fehler und Ungenauigkeiten zu Mutationen führt. Anders lässt sich von der Memtheorie die hohe Konstanz kultureller Repräsentationen nicht erklären. Die Aneignung kultureller Repräsentationen durch Individuen erfolgt allerdings nur in seltenen Grenzfällen ohne eine Transformation. Eine empirische Untersuchung von Scott Atran hat gezeigt, dass normale Studenten etwa bei der Wiedergabe von Sprichwörtern die metaphorische Bedeutung erfassen und diese sinngemäß wiedergeben, wohingegen Autisten sich lediglich auf die wörtliche Bedeutung beziehen und mit sprachlichen Äußerungen am ehesten „kopierend“ umgehen. Unter anderem wegen dieser schwachen wissenschaftlichen Fundierung konnte sich die Memtheorie in den Sozialwissenschaften bisher nicht durchsetzen, sondern ist vor allem von der Öffentlichkeit breit rezipiert worden.
Zudem wird in der Evolutionsbiologie auch die der Memtheorie zugrunde liegende Gentheorie von Dawkins von einigen zurückgewiesen.

### Erkenntnisgewinn und empirische Fundierung
Unklar ist, welcher Erkenntnisgewinn sich aus den Anleihen des Memkonzepts bei der biologischen Evolutionstheorie für die geistes-, sozial- und kulturwissenschaftliche Forschung ergeben könnte. So waren nach Auffassung des Psychologen Gustav Jahoda (1920–2016) die überzeugenden Elemente der u. a. von Susan Blackmore popularisierten Memtheorie bereits im 19. Jahrhundert bekannt, die neueren Elemente seien jedoch „spekulativ und höchst fragwürdig“. Wird mit der Mem-Hypothese der Anspruch erhoben, soziale und kulturelle Entwicklungen in einer Weise zu analysieren, die dem naturwissenschaftlichen Verständnis der Realität entspricht, so muss die Memetik zeigen, dass sie zu anderen, weiterreichenden und belastbareren Aussagen gelangen kann als die Sozial-, Kultur- und Geisteswissenschaften herkömmlicher Art. Wenn Mem dagegen eine naturalisierende Wortneuschöpfung für „Idee“ oder „Gedanke“ ist, muss Ockhams Rasiermesser zum Einsatz kommen: Entitäten sollen nicht unnötig vervielfacht werden, wobei dies nicht die Theorie der Memetik betreffen würde. Allerdings ist nach Susan Blackmore das Wort Mem nicht als bloßes Synonym etwa für Idee oder Gedanke zu verstehen, sondern es bezeichnet nur solche Konzepte, die von einem Menschen auf einen anderen übertragen werden, indem Letzterer Ersteren in Bezug auf das Konzept geistig und gegebenenfalls anwendungsmäßig imitiert (also nachvollzieht, nachahmt), wobei auch Mutationen, also Abweichungen auftreten können.
Außerdem, so Susan Blackmore, erklärten herkömmliche Sozial-, Kultur- und Geisteswissenschaften und die (klassische) Evolutionstheorie nicht, warum Menschen zum Beispiel Sinfonien komponieren, Spaghetti mit der Gabel essen und über den Ursprung des Universums nachdenken. Das Problem hiermit sei, dass all dies für das reine Überleben einer Population überflüssig erscheint; mit der Memtheorie könne es aber erklärt werden.
Anders als im Disput über die biologische Evolutionstheorie können Kritiker der Memtheorie darauf verweisen, dass es für die Existenz von Memen und ihre Replikationsmechanismen – anders als für Gene – bislang keine empirischen Belege gibt. Selbst wer die Memtheorie als plausibel erachtet, muss daher nach empirischer Evidenz fragen.
Auch wurde kritisiert, dass sich die Memetik nicht mit einer materialistischen Ontologie im Einklang befindet: „Die Anhänger der Memetik versprechen sich von ihrem Ansatz eine selektionstheoretische Erklärung der Weitergabe und Ausbreitung von Ideen. Die Memetik ist jedoch zum einen konzeptionell so unklar, dass sie an Sinnlosigkeit grenzt, zum anderen ignoriert sie praktisch die gesamte psychologische und sozialwissenschaftliche Forschung zur menschlichen Kommunikation (…). Idealistische Fantasien werden nicht dadurch akzeptabler, dass sie in evolutionsbiologischem Gewande daherkommen.“